# Immigration and Nationality Act of 1965
Immigration and Nationality Act of 1965 (česky Zákon o imigraci a občanství), známý také jako Hart–Celler Act, byl zákon přijatý americkým kongresem v roce 1965, který významně změnil podmínky pro imigraci do Spojených států amerických. V důsledku tohoto zákona byly zrušeny etnické kvóty (National Origins Formula), které od roku 1921 do té doby stabilizovaly počet a poměr imigrantů na základě dosavadního etnického složení USA. Byla také zrušena jakákoliv rasová omezení pro imigraci, takže do USA se mohli volně stěhovat nejen běloši, ale i příslušníci jiných ras. Strop imigrace byl stanoven na 170 000 imigrantů, ale byl postupně navyšován, takže na počátku 21. století to již bylo přes 1 milion imigrantů, naprostá většina z nich nebílí.
Zákon navrhl Demokrat Emanuel Celler, byl spolu-sponzorován senátorem Philipem Hartem a o jeho prosazení se velmi zasloužil senátor Ted Kennedy.